# The Girlie Show: Live Down Under
The Girlie Show: Live Down Under é um álbum de vídeo da artista musical estadunidense Madonna. Foi lançado pela Warner Music Vision, pela Warner Reprise Video e pela Maverick Records em 25 de abril de 1994 e incluiu uma data filmada no Sydney Cricket Ground em 19 de novembro de 1993 na turnê The Girlie Show World Tour. O vídeo foi originalmente transmitido como um especial de televisão na HBO em 1993, sob o título Madonna Live Down Under: The Girlie Show. O show foi dirigido por Mark "Aldo" Miceli, que já dirigiu os especiais como Blond Ambition: Japan Tour 90 e Madonna-Live! - Blond Ambition World Tour 90 (ao vivo do Estádio Olímpico Lluís Companys em 01 de agosto de 1990 e não a versão do especial da HBO).

## História
O vídeo foi originalmente exibido como um especial de televisão, Madonna Live Down Under: The Girlie Show, na rede americana HBO e foi o programa original do ano mais assistido do canal. Inicialmente, o programa de 20 de novembro de 1993 deveria ser filmado e exibido, no entanto, uma grande tempestade forçou o cancelamento do programa, então o show de 19 de novembro foi gravado na noite anterior como um "programa de segurança". Outro especial de televisão foi ao ar no Japão, intitulado Madonna Live in Japan 1993: The Girlie Show, mas nunca foi lançado em nenhum formato de vídeo. Em 1995, este título foi indicado ao Grammy Award de Melhor Longa-Metragem. O DVD foi certificado como ouro no Brasil pela Associação Brasileira dos Produtores de Discos (ABPD) pela comercialização de 25,000 cópias. Também foi certificado com três platina na Austrália.

## Recepção crítica

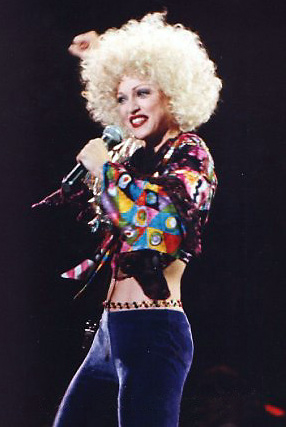
Photo taken during one of the concerts in 1993

Dominic Griffin, do Daily Variety, escreveu que: "Madonna dançou, cantou e, mais especificamente, entreteve seu caminho por esse show de duas horas. [...] Deixando de lado os comentários de Madonna, esse show era apenas para as câmeras e o público em casa. Especialmente filmado com várias câmeras, incluindo um guindaste e uma SteadiCam no palco, o show foi filmado de perto, com uma panorâmica ocasional do vasto público. [...] Após um início lento, o show, que incluiu nove trocas de figurino, nunca desista. Madonna mostrou muita energia e resistência incrível por toda parte". Heather Phares, da Allmusic deu ao lançamento quatro de cinco estrelas e escreveu que "Com vídeo e som digital nítido, o disco oferece versões dinâmicas de "Holiday", "Rain", "Erotica", "Deeper and Deeper" e 14 outros sucessos da Garota Material, fazendo com que seja a próxima melhor coisa de estar no show". Ela acrescentou que, apesar da falta de um DVD especial, "ainda é uma apresentação decente de um show espetacular de duas horas e vale a pena para os fãs que desejam atualizar do disco a laser ou das versões VHS". Billboard

## Formatos
Foi lançado em VHS, Laserdisc, VCD (somente na Ásia) e posteriormente em DVD. Para acompanhar, Madonna lançou seu segundo livro de mesa de cabeçeira, The Girlie Show, que inclui um CD bônus com três faixas ao vivo do show: "Like a Virgin", "Why's It So Hard" e "In This Life". Como um dos primeiros lançamentos da Warner, o DVD é incomum por ter dupla face com uma faixa de áudio PCM de 2 canais de um lado e o 5.1 dolby digital do outro. A faixa de áudio em ambos apresenta várias falhas, principalmente em relação a performance de Vogue.
Também foi lançado como parte de um conjunto de 3 caixas VHS The Madonna Collection (2000), disponível no Reino Unido apenas com Madonna Live: The Virgin Tour e The Immaculate Collection.

## Faixas
| N.º | Título                            | Compositor(es)                        | Duração |  |
| 1.  | "The Girlie Show Theme"           | Jai Winding                           | 2:25    |  |
| 2.  | "Erotica"                         | Madonna Shep Pettibone                | 4:10    |  |
| 3.  | "Fever"                           | John Davenport Eddie Cooley           | 4:48    |  |
| 4.  | "Vogue"                           | Madonna S. Pettibone                  | 5:29    |  |
| 5.  | "Rain"                            | Madonna S. Pettibone                  | 9:51    |  |
| 6.  | "Express Yourself"                | Madonna Stephen Bray                  | 5:16    |  |
| 7.  | "Deeper and Deeper"               | Madonna S. Pettibone Anthony Shimkin  | 7:27    |  |
| 8.  | "Why's It So Hard"                | Madonna Shep Pettibone A. Shimkin     | 5:00    |  |
| 9.  | "In This Life"                    | Madonna S. Pettibone                  | 6:44    |  |
| 10. | "The Beast Within"                | Lenny Kravitz Ingrid Chavez Madonna   | 5:42    |  |
| 11. | "Like a Virgin"                   | Tom Kelly Billy Steinberg             | 6:04    |  |
| 12. | "Bye Bye Baby"                    | Madonna S. Pettibone A. Shimkin       | 4:15    |  |
| 13. | "I'm Going Bananas"               | Michael Kernan Andy Paley             | 1:44    |  |
| 14. | "La Isla Bonita"                  | Madonna Patrick Leonard Bruce Gaitsch | 5:10    |  |
| 15. | "Holiday"                         | Curtis Hudson Lisa Stevens            | 12:32   |  |
| 16. | "Justify My Love"                 | L. Kravitz I. Chavez Madonna          | 8:05    |  |
| 17. | "Everybody Is a Star"/"Everybody" | Sylvester Stewart / Madonna           | 12:08   |  |
| 18. | "Créditos"                        |                                       | 3:12    |  |

Notas
- "Rain" contém um excerto de "Just My Imagination (Running Away with Me)" e "Singin 'in the Rain".
- "Like a Virgin" contém um trecho de "Falling in Love Again (Can't Help It)."
- "Holiday" contém um trecho de "Holiday for Calliope".
- "Everybody Is a Star"/"Everybody" contém um trecho de "Dance to the Music" e "After the Dance".

## Desempenho nas tabelas musicais
| Tabela musical (1994)             | Melhor posição |
| --------------------------------- | -------------- |
| Estados Unidos (Top Music Videos) | 1              |
| Reino Unido (UK Music Videos)     | 3              |

## Vendas e certificações
| Região                                                                                             | Certificação | Vendas  |
| -------------------------------------------------------------------------------------------------- | ------------ | ------- |
| Austrália (ARIA)                                                                                   | 3× Platina   | 45,000^ |
| Brasil (Pro-Música Brasil)                                                                         | Ouro         | 25,000* |
| Estados Unidos (RIAA)                                                                              | Ouro         | 50,000^ |
| Reino Unido (BPI)                                                                                  | Platina      | 50,000^ |
| ^distribuições baseadas apenas na certificação *números de vendas baseados somente na certificação |              |         |